# 東日本橋站
東日本橋站（日语：／ Higashi-nihonbashi eki */?）是位於日本東京都中央區東日本橋三丁目，屬於東京都交通局（都營地下鐵）淺草線的鐵路車站。車站編號是A 15。副站名是「問屋街」。計劃時的臨時名稱是「久松町」。

## 轉乘車站
藉由聯絡通道可轉乘以下路線。
- 東京都交通局（都營地下鐵）
  - 都營新宿線（馬喰橫山站） - 步行3分鐘。同為都營地下鐵車站，但須站外轉乘。橘色的自動驗票閘門是轉乘都營新宿線的轉乘專用驗票閘門。

- 東日本旅客鐵道（JR東日本）

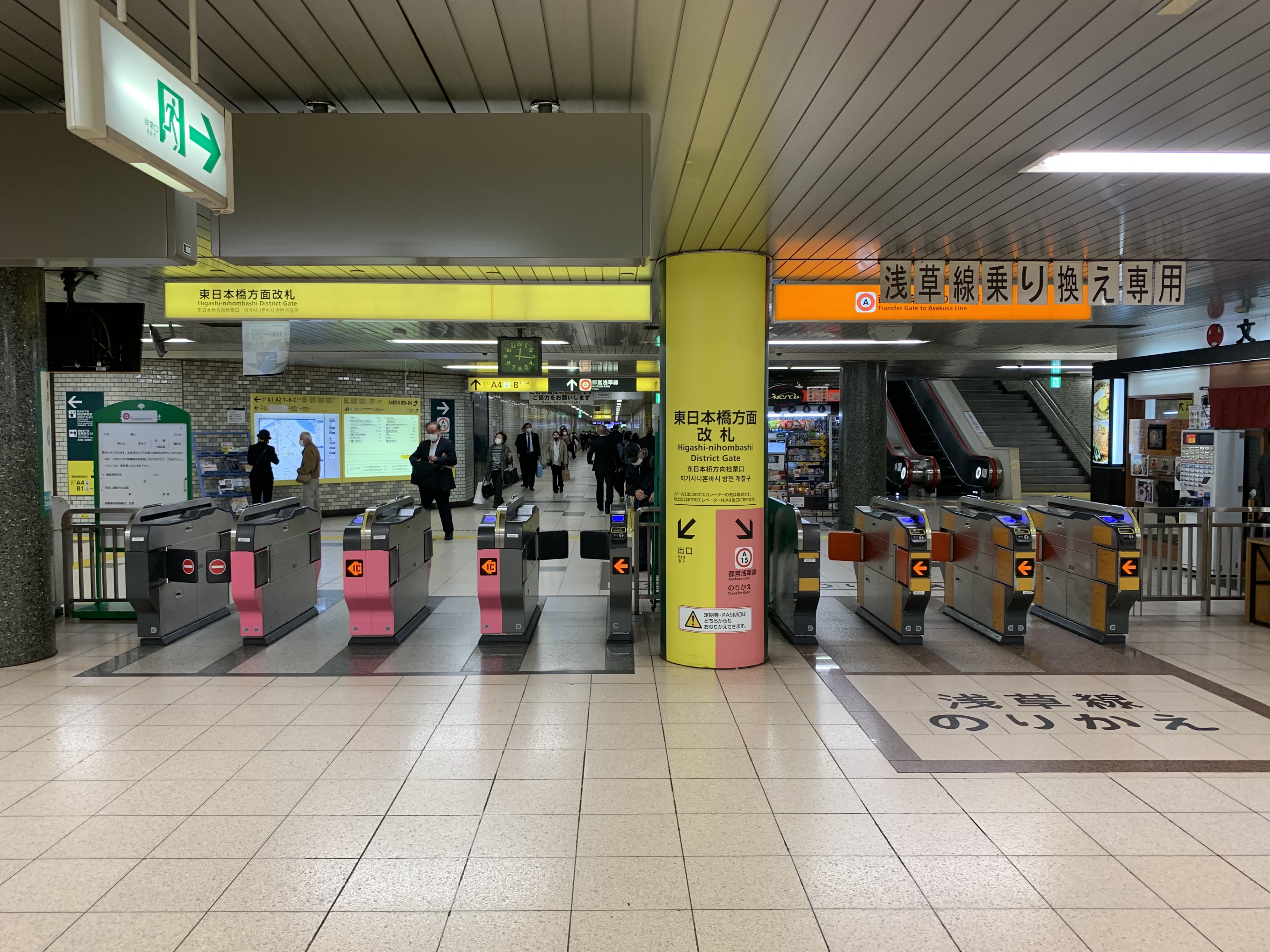
馬喰横山站・東日本橋方面閘口（2020年11月6日攝）

  - 橫須賀、總武快速線（馬喰町站） - 步行6分鐘。需經馬喰橫山站。

## 歷史
- 1962年（昭和37年）5月31日：都營地下鐵1號線東日本橋站開業。
- 1972年（昭和47年）7月15日：日本國鐵馬喰町站開業，開始接受相互換乘。（當時須經地面前往另一站區）
- 1978年（昭和53年）
  - 7月1日：1號線改稱為淺草線。
  - 12月21日：都營新宿線馬喰橫山站開業。同時地下換乘通道開通，三條路線的乘客可經該通道換乘。
- 1998年（平成10年）11月18日：成為機場快特的停車站。
- 2015年（平成27年）4月1日：從新橋站務管理所淺草橋站務區交由馬喰站務管理所馬喰站務區管理。同時站務委託給東京都營交通協力會（日语：東京都営交通協力会）。

## 車站構造
本站月台為對向式月台2面2線設計。
開業當時月台間僅有站外連絡通道，1990年代才開設有電扶梯的站內月台連絡通道。2007年度起進行防災改良工程與外牆整修工程，以及B1出入口前的電梯新設工程等。

### 月台配置
| 月台 | 路線   | 目的地                               |
| ---- | ------ | ------------------------------------ |
| 1    | 淺草線 | 西馬込、京急本線、羽田機場方向       |
| 2    | 淺草線 | 押上、京成本線、北總線、成田機場方向 |

（來源：都營地下鐵:車站構內圖 （页面存档备份，存于））

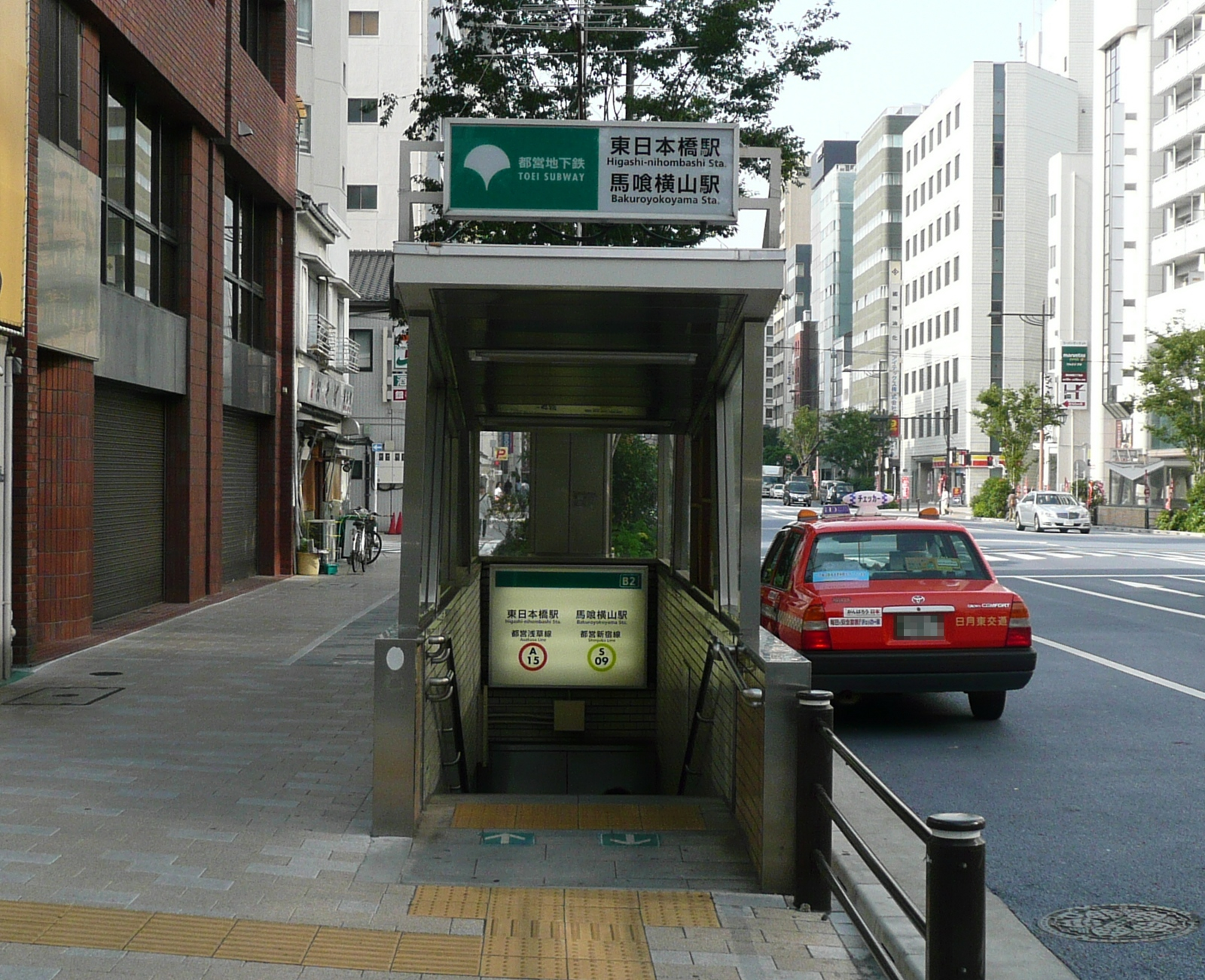
B2出口（2011年5月）
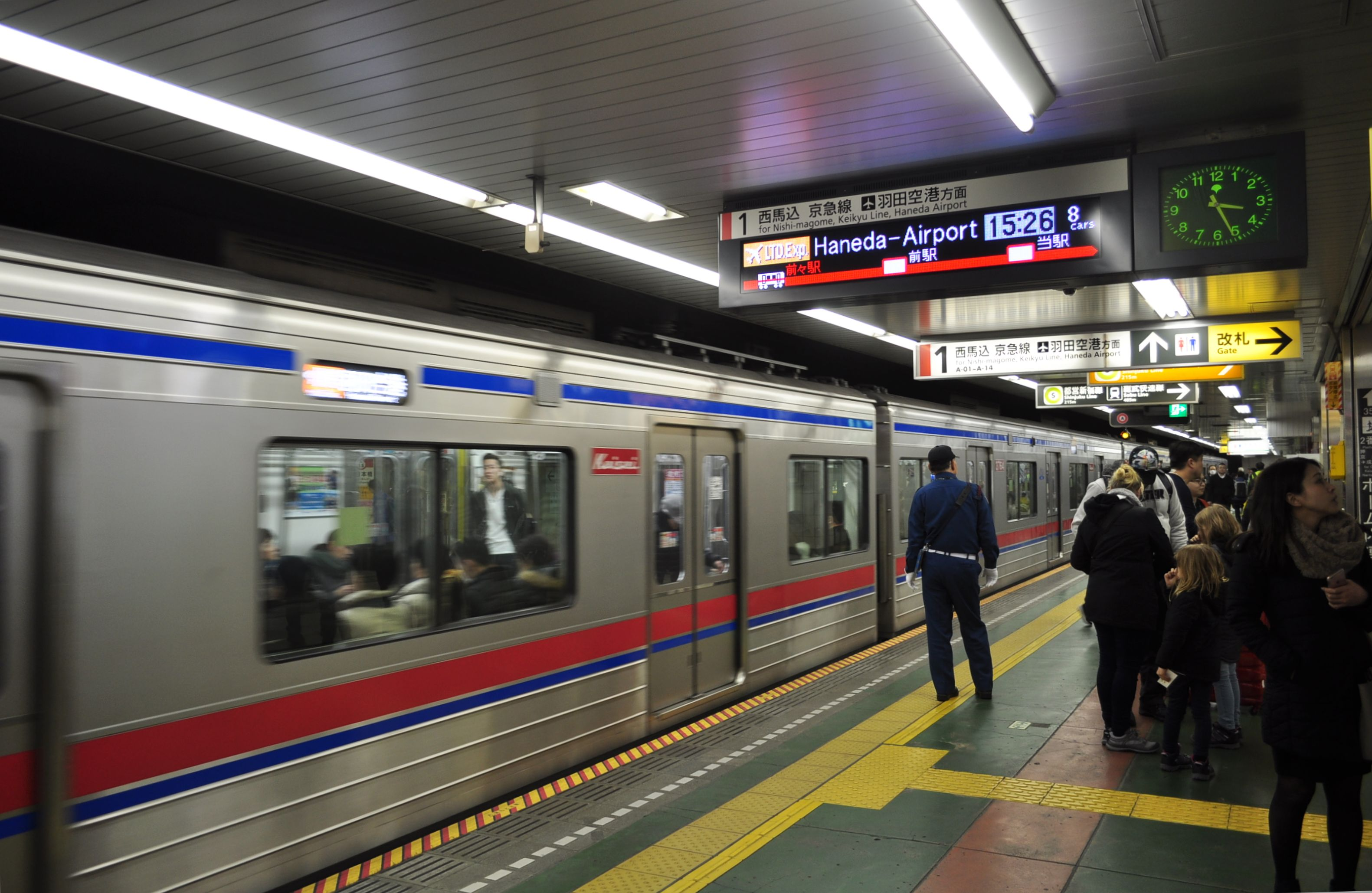
1號月台（2018年2月26日）
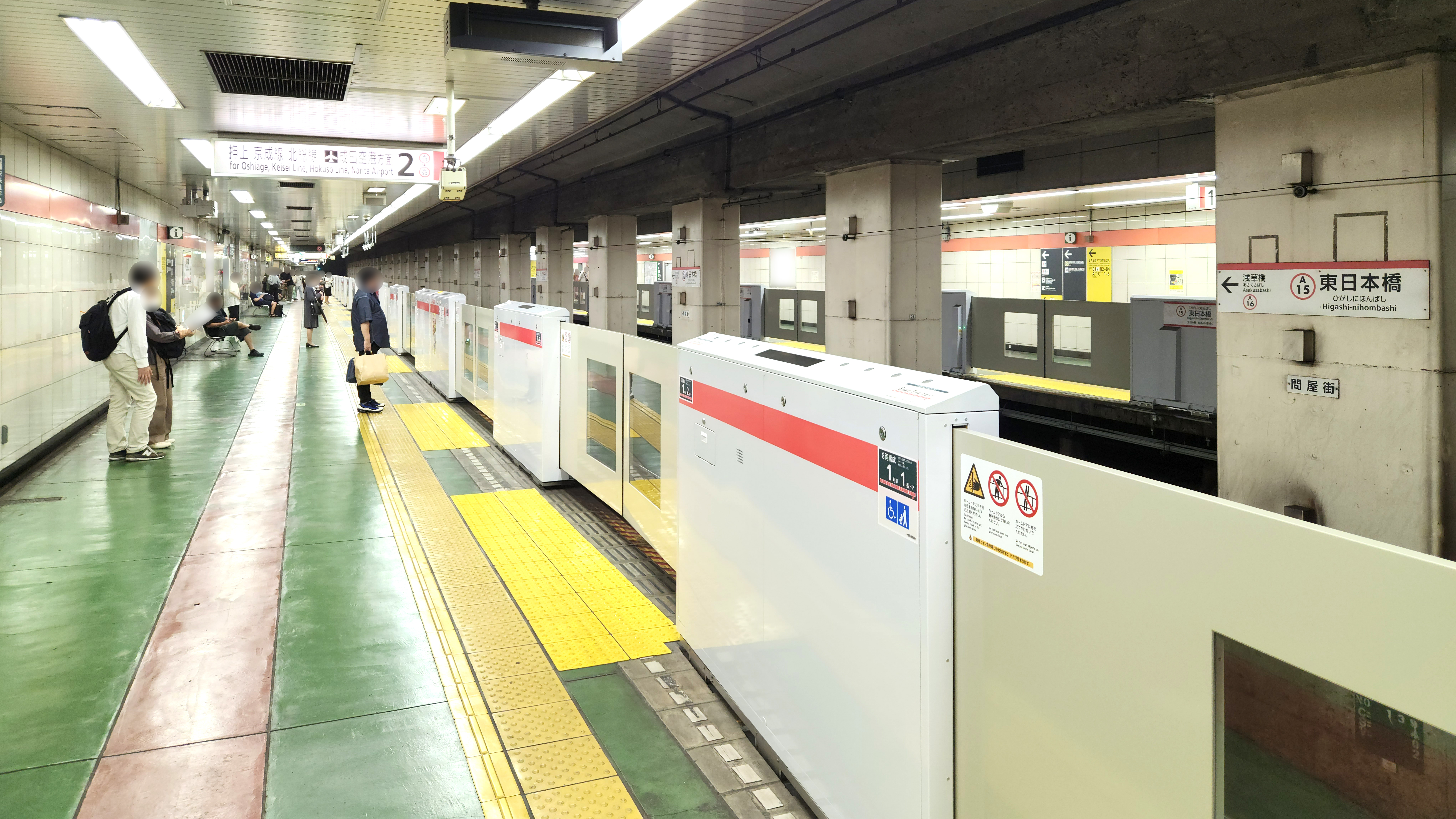
2號月台（2023年6月10日）

## 利用狀況
2017年度1日平均上下車人次為83,290人（上車人次41,695人、下車人次41,595人）。
各年度1日平均上下車、上車人次如下表。
| 年度               | 1日平均 上下車人次 | 1日平均 上車人次 | 來源     |
| ------------------ | ------------------ | ---------------- | -------- |
| 1990年（平成02年） |                    | 12,918           | [ * 1 ]  |
| 1991年（平成03年） |                    | 13,779           | [ * 2 ]  |
| 1995年（平成07年） |                    | 13,317           | [ * 3 ]  |
| 1996年（平成08年） |                    | 13,079           | [ * 4 ]  |
| 1997年（平成09年） |                    | 12,627           | [ * 5 ]  |
| 1998年（平成10年） |                    | 11,923           | [ * 6 ]  |
| 1999年（平成11年） |                    | 11,522           | [ * 7 ]  |
| 2000年（平成12年） |                    | 11,173           | [ * 8 ]  |
| 2001年（平成13年） |                    | 11,041           | [ * 9 ]  |
| 2002年（平成14年） |                    | 11,238           | [ * 10 ] |
| 2003年（平成15年） | 72,359             | 11,063           | [ * 11 ] |
| 2004年（平成16年） | 70,020             | 11,159           | [ * 12 ] |
| 2005年（平成17年） | 69,674             | 11,397           | [ * 13 ] |
| 2006年（平成18年） | 70,493             | 34,995           | [ * 14 ] |
| 2007年（平成19年） | 73,305             | 36,567           | [ * 15 ] |
| 2008年（平成20年） | 73,839             | 36,852           | [ * 16 ] |
| 2009年（平成21年） | 73,835             | 36,897           | [ * 17 ] |
| 2010年（平成22年） | 73,841             | 36,830           | [ * 18 ] |
| 2011年（平成23年） | 72,287             | 36,066           | [ * 19 ] |
| 2012年（平成24年） | 74,630             | 37,005           | [ * 20 ] |
| 2013年（平成25年） | 76,995             | 38,339           | [ * 21 ] |
| 2014年（平成26年） | 77,514             | 38,692           | [ * 22 ] |
| 2015年（平成27年） | 78,785             | 39,323           | [ * 23 ] |
| 2016年（平成28年） | 80,654             | 40,311           | [ * 24 ] |
| 2017年（平成29年） | 83,290             | 41,695           |          |

### 車站周邊

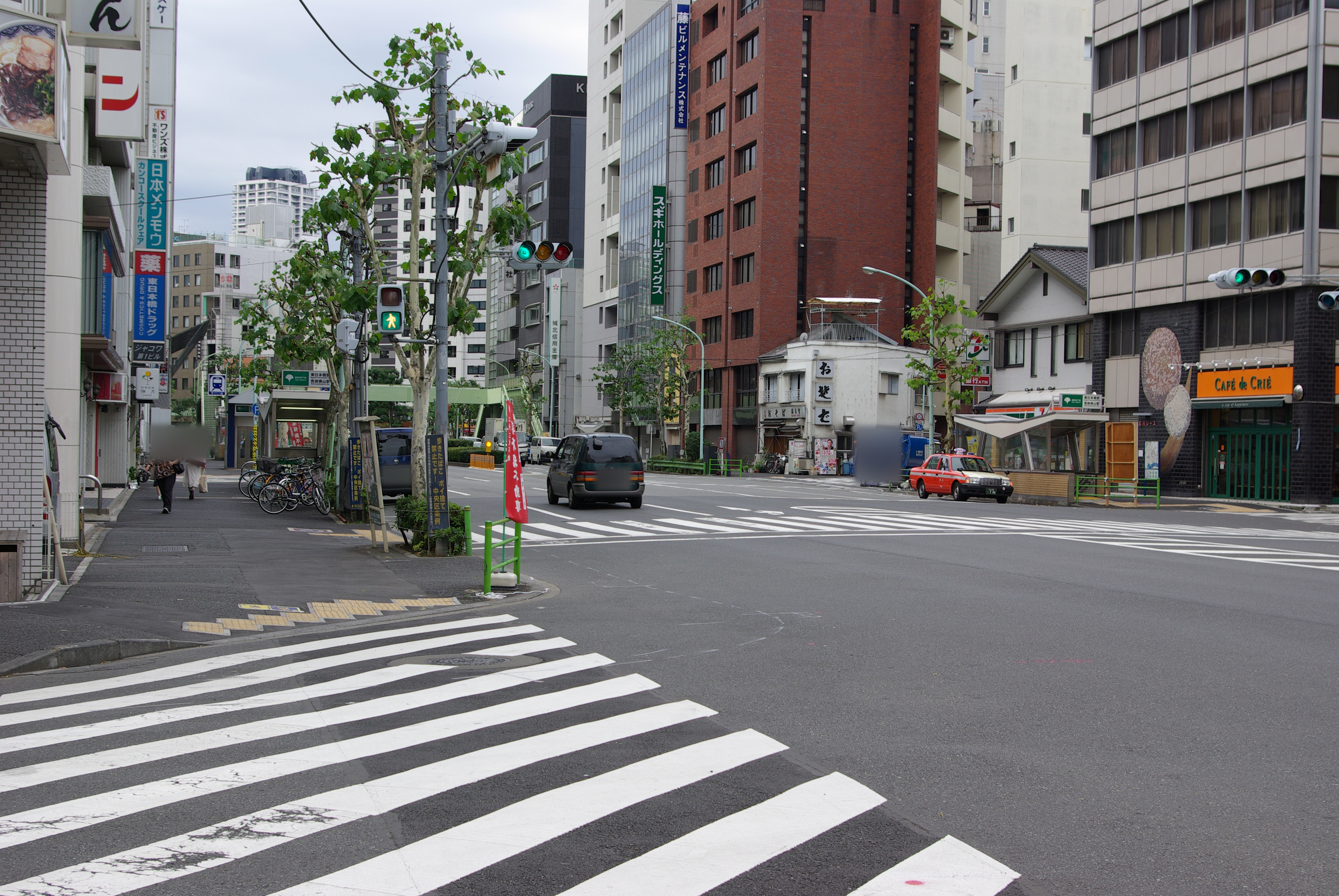
車站上方（2009年7月20日）

- 馬喰町、橫山町－東京都內著名的服裝批發區
- 藥研堀不動院－步行3分鐘
- 中央區立日本橋中學校（日语：中央区立日本橋中学校）－步行4分鐘

### 巴士路線
最近的巴士站如下。
東日本橋站
- 都營巴士

- 秋26：往葛西站
  - 本站周邊的清洲橋通是向東的單行道，往秋葉原站方向須在江戶通向西數分鐘的小傳馬町巴士站搭車。

馬喰橫山站
- 日立自動車交通（日语：日立自動車交通）

- 江戶巴士（中央區社區巴士）北循環：往中央區役所

富澤町
- 日之丸自動車興業（日语：日の丸自動車興業）

- Metro Link日本橋E線：地下鐵水天宮前站方向

## 站名由來
本站位於日本橋地區（中央區的舊日本橋區區域）東端而命名。
地名「東日本橋」是在車站開業後的1971年實施住居表示時所成立。

## 相鄰車站
都營地下鐵
 淺草線
■機場快特
日本橋（A 13）－東日本橋（A 15）－淺草（A 18）
■機場快特以外的列車類別
人形町（A 14）－東日本橋（A 15）－淺草橋（A 16）

### 來源
東京都統計年鑑
1. ↑  .   [2017-06-04]. （原始内容存档于2016-03-05）.
2. ↑  .   [2017-06-04]. （原始内容存档于2016-03-05）.
3. ↑  .   [2017-06-04]. （原始内容存档于2013-02-03）.
4. ↑  .   [2017-06-04]. （原始内容存档于2013-02-03）.
5. ↑  .   [2017-06-04]. （原始内容存档于2016-03-04）.
6. ↑  東京都統計年鑑（平成10年）PDF
7. ↑  東京都統計年鑑（平成11年）PDF
8. ↑  .   [2017-06-04]. （原始内容存档于2016-03-04）.
9. ↑  .   [2017-06-04]. （原始内容存档于2016-03-04）.
10. ↑  .   [2017-06-04]. （原始内容存档于2017-07-29）.
11. ↑  .   [2017-06-04]. （原始内容存档于2017-07-29）.
12. ↑  .   [2017-06-04]. （原始内容存档于2017-07-29）.
13. ↑  .   [2017-06-04]. （原始内容存档于2017-07-29）.
14. ↑  .   [2017-06-04]. （原始内容存档于2017-07-29）.
15. ↑  .   [2017-06-04]. （原始内容存档于2017-07-29）.
16. ↑  .   [2017-06-04]. （原始内容存档于2017-07-29）.
17. ↑  .   [2017-06-04]. （原始内容存档于2016-03-26）.
18. ↑  .   [2017-06-04]. （原始内容存档于2016-03-27）.
19. ↑  .   [2017-06-04]. （原始内容存档于2016-03-25）.
20. ↑  .   [2017-06-04]. （原始内容存档于2016-03-27）.
21. ↑  .   [2017-06-04]. （原始内容存档于2016-03-22）.
22. ↑  .   [2017-06-04]. （原始内容存档于2017-07-30）.
23. ↑  .   [2019-02-03]. （原始内容存档于2018-11-09）.
24. ↑  .   [2019-02-03]. （原始内容存档于2019-05-02）.

## 外部連結
- 東日本橋 - 東京都交通局